# Davézieux
Davézieux je naselje in občina v jugovzhodnem francoskem departmaju Ardèche regije Rona-Alpe. Leta 2009 je naselje imelo 2.891 prebivalcev.

## Geografija
Kraj leži v pokrajini Vivarais 4.5 km severovzhodno od Annonaya, 30 km severozahodno od Tournon-sur-Rhône.

## Uprava
Občina Davézieux skupaj s sosednjimi občinami Annonay (del), Boulieu-lès-Annonay, Saint-Clair, Saint-Cyr in Saint-Marcel-lès-Annonay sestavlja kanton Annonay-sever s sedežem v Annonayu, del okrožja Tournon-sur-Rhône.
1. ↑  »Populations légales 2016«. Nacionalni inštitut za statistične in gospodarske raziskave. Pridobljeno 25. aprila 2019.